# Super Bowl LVII
Super Bowl 57 – pięćdziesiąty siódmy finał o mistrzostwo zawodowej ligi futbolu amerykańskiego NFL, kończący sezon 2022, odbył się 12 lutego 2023 roku na State Farm Stadium w Glendale w Arizonie. Jest to miejsce rozgrywania domowych spotkań drużyny Arizona Cardinals. Spotkały się w nim zespoły Philadelphia Eagles, mistrz konferencji NFC, oraz Kansas City Chiefs, mistrz konferencji AFC. Sędzią spotkania był Carl Cheffers. Kansas City Chiefs pokonali Philadelphia Eagles wynikiem 38 – 35, co jest trzecią wygraną finału NFL w historii tej drużyny, po wygranych w latach 1970 oraz 2020. Mecz zakończył się 12 lutego 2023 o 20:15 (MST – czasu lokalnego [UTC-7]), 13 lutego 2023 o 04:15 (CET – czasu polskiego [UTC+1]).
Transmisję ze spotkania przeprowadziła telewizja Fox. Hymn Stanów Zjednoczonych Ameryki przed meczem zaśpiewał muzyk country Chris Stapleton. W przerwie finału, podczas tzw. „half-time show”, wystąpiła Rihanna. Był to jej pierwszy publiczny występ odkąd została matką 13 maja 2022.

## Transmisja meczu za granicą
W Polsce transmisję telewizyjną prowadził kanał TVP Sport, komentowali Jakub Kazula i Piotr Bera. W krajach niemieckojęzycznych (⁣Niemcy, Austria, Szwajcaria i Liechtenstein), transmisję publiczno-telewizyjną prowadził kanał ProSieben oraz wybrane platformy prywatne, dla swoich abonentów (m.in. DAZN, ran.de (we współpracy z kanałem ProSieben), jak i NFL+ (do 2022 znany pod nazwą 'NFL Game Pass').  Niemieckojęzyczną transmisję komentowali Patrick Esume, Björn Werner (były gracz NFL w pozycji Defensive line w drużynie Indianapolis Colts w latach 2013–2016), Christoph Dommisch, wspólnie z głównym komentatorem i prowadzącym dyskusję – Janem A. Steckerem – również byłym graczem w latach 1981 – 1984 w niemieckiej drużynie Red Barons Cologne w pozycji rozgrywającego (QB). 

## Reklamy
Ceny reklam wyświetlanych na terenie Stanów Zjednoczonych podczas przerw w meczu  przekroczyły po raz pierwszy 7 milionów USD (ok. 31,3 miliona zł)  za 30 sekund na antenie. Był to wzrost o 500 tys. USD wobec średniej ceny w roku 2022 w 56. Super Bowl. Reklamy te nie były wyświetlane na większości publicznych stacji zagranicznych.  Oglądalność reklam na stacji FOX w Stanach Zjednoczonych osiągnęła co najmniej 100 milionów widzów. Ostateczne liczby jeszcze nie zostały zweryfikowane, spodziewany jest nowy rekord. Poprzedni rekord padł w roku 2014, podczas 48. finału NFL, i wynosił 114,4 milionów widzów. 